# 덕소역
덕소역(德沼驛, Deokso station)은 경기도 남양주시 와부읍 덕소리에 있는 중앙선의 철도역이자 수도권 전철 경의·중앙선의 전철역이다.
주말 한정으로 왕복 2회의 KTX 및 다수의 무궁화호, ITX-새마을, ITX-마음 그리고 모든 수도권 전철 경의·중앙선 열차가 이 역에 정차한다. 경의·중앙선의 경우 이 역을 기·종점으로 삼는 열차가 있다. 수도권 전철 경의·중앙선은 심야에 2편성이 주박한다.

## 역사
- 1939년 4월 1일 : 무배치간이역으로 영업 개시[2]
- 1949년 4월 1일 : 보통역으로 승격[3]
- 1950년 6월 30일 : 한국 전쟁으로 역사 소실
- 1952년 4월 20일 : 역사 복구 준공
- 1958년 6월 21일 : 역사 준공
- 1988년 1월 1일 : 수소화물 취급 중지[4]
- 2005년 12월 16일 : 수도권 전철 중앙선 (청량리~덕소 간) 개통
- 2007년 12월 27일 : 수도권 전철 중앙선 (덕소~팔당 간) 연장 개통으로 중간역이 되며 일부 열차는 시.종착역
- 2020년 3월 2일 : 누리로 운행 개시
- 2022년 7월 31일 : KTX-이음 정차 개시
- 2023년 12월 29일 : ITX-마음 정차 개시

## 역 구조
승강장은 2면 4선의 쌍섬식 승강장으로 운용되며, 수도권 전철 경의·중앙선이 정차하는 고상홈과 무궁화호가 정차하는 저상홈이 나란히 설치되어 있다. 현재 스크린도어가 설치되어 있다.

### 승강장
| ↑ 양정(경의·중앙선) /↑ 상봉(중앙선) |
| ４３ \| ２１ \|                     |
| ４３ \| ２１ \|                     |
| 도심(경의·중앙선) ↓/양평(중앙선) ↓  |

| 1·2 | 중앙선 | ● 수도권 전철 경의·중앙선        | 팔당 · 양평 · 용문 · 지평 방면 |
| 1   | 중앙선 | 무궁화호                         | 사용하지 않음                  |
| 2   | 중앙선 | 무궁화호 ITX-새마을 ITX-마음 KTX | 원주 · 제천 · 부전 · 동해 방면 |
| 3·4 | 중앙선 | ● 수도권 전철 경의·중앙선        | 구리 · 망우 · 회기 · 문산 방면 |
| 3   | 중앙선 | 무궁화호 ITX-새마을 ITX-마음 KTX | 청량리 방면                    |
| 4   | 중앙선 | 무궁화호                         | 사용하지 않음                  |

## 이용객 변동
2005년 자료는 개통일인 2005년 12월 16일부터 12월 31일까지인 16일 기준으로 환산한 것이다.
| 노선        | 노선 | 일평균 인원수 (명/일) | 일평균 인원수 (명/일) | 일평균 인원수 (명/일) | 일평균 인원수 (명/일) | 일평균 인원수 (명/일) | 일평균 인원수 (명/일) | 일평균 인원수 (명/일) | 일평균 인원수 (명/일) | 일평균 인원수 (명/일) | 일평균 인원수 (명/일) | 각주  |
| 노선        | 노선 | 2005년                | 2006년                | 2007년                | 2008년                | 2009년                | 2010년                | 2011년                | 2012년                | 2013년                | 2014년                | 각주  |
| ----------- | ---- | --------------------- | --------------------- | --------------------- | --------------------- | --------------------- | --------------------- | --------------------- | --------------------- | --------------------- | --------------------- | ----- |
| 경의·중앙선 | 승차 | 4,085                 | 4,657                 | 6,472                 | 5,825                 | 5,835                 | 5,913                 | 6,147                 | 6,205                 | 6,381                 | 6,493                 | [ 5 ] |
| 경의·중앙선 | 하차 | 4,670                 | 4,900                 | 6,090                 | 5,829                 | 5,898                 | 5,925                 | 6,203                 | 6,231                 | 6,411                 | 6,605                 | [ 5 ] |
| 노선        | 노선 | 2015년                | 2016년                | 2017년                | 2018년                | 2019년                | 2020년                | 2021년                | 2022년                | 2023년                |                       | [ 5 ] |
| 경의·중앙선 | 승차 | 6,463                 | 6,539                 | 6,530                 | 6,397                 | 6,431                 | 4,786                 | 4,795                 | 5,121                 | 5,288                 |                       | [ 5 ] |
| 경의·중앙선 | 하차 | 6,621                 | 6,617                 | 6,538                 | 6,353                 | 6,356                 | 4,765                 | 4,759                 | 5,135                 | 5,251                 |                       | [ 5 ] |

## 사건 사고
2018년 2월 10일, 2월 25일 2018 평창 동계 올림픽 개/폐막식에 참석하기 위해 방남한 북한 김여정, 김영남, 김영철의 의전을 위해 고속철도가 정차하지 않는 덕소역에 KTX 임시 열차를 편성하였다. 일부 언론에서는 이 특별 열차 편성을 김영철 방남 반대 시위를 피하게 하기 위한 것으로 추정하였으나, 이들이 체류한 서울 워커힐 호텔과의 거리가 가깝기 때문인 것으로 보인다.

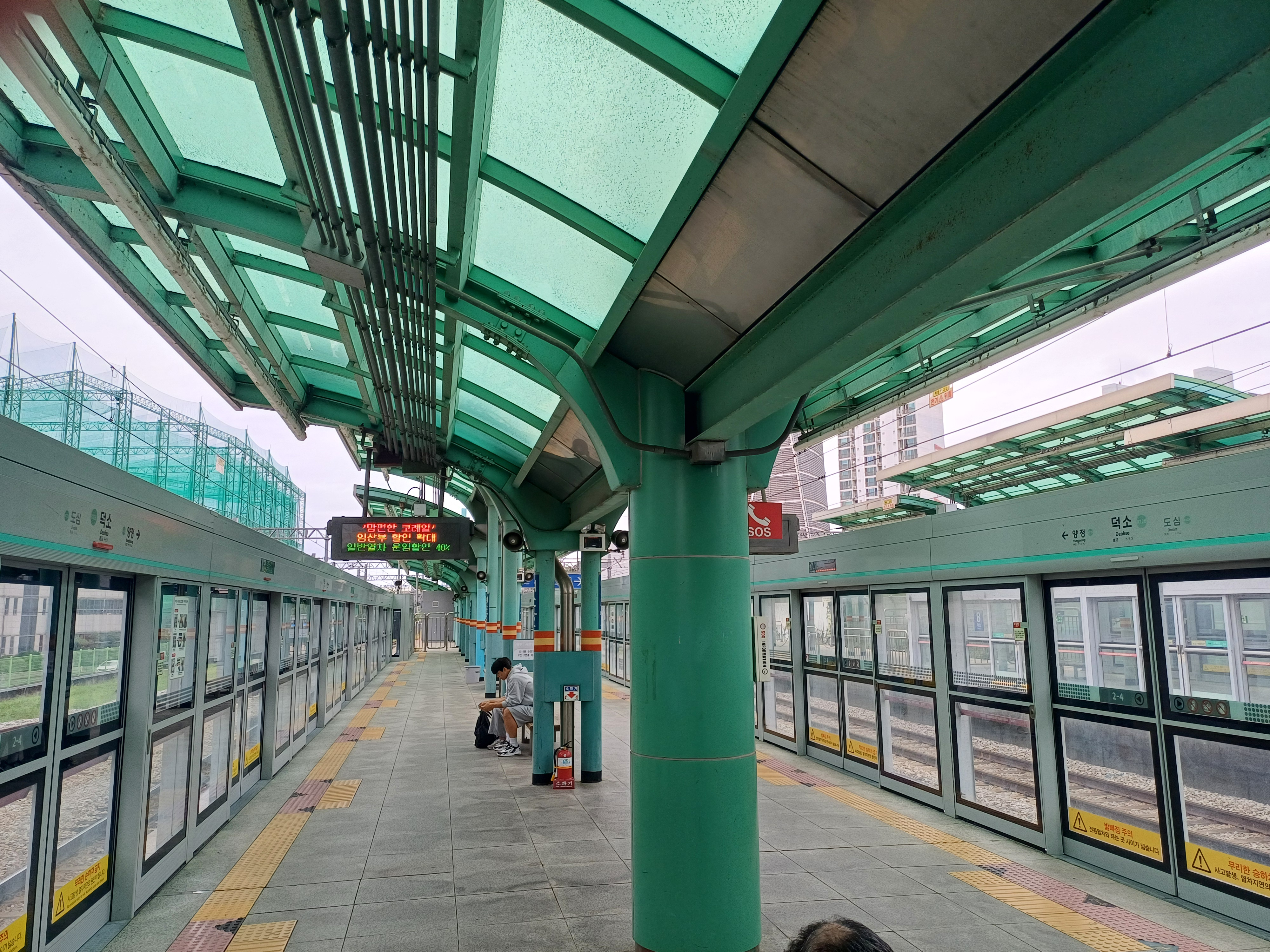
승강장2

## 인접한 역
| 중앙선 (광역전철 일부 시종착) | 중앙선 (광역전철 일부 시종착)                        | 중앙선 (광역전철 일부 시종착) |
| ----------------------------- | ---------------------------------------------------- | ----------------------------- |
| 상봉 청량리 방면              | KTX 강릉선 · 영동선                                  | 양평 강릉 · 동해 방면         |
| 청량리 방면                   | ITX-새마을 중앙선                                    | 양평 부전 방면                |
| 청량리 방면                   | ITX-마음 중앙선                                      | 양평 부전 방면                |
| 청량리 방면                   | 무궁화 태백선                                        | 양평 동해 방면                |
| K125 양정 문산 방면 문산 방면 | ● 수도권 전철 경의·중앙선 본선 완행 경의선 본선 급행 | K127 도심 지평 방면 용문 방면 |
| K124 도농 문산 방면           | ● 수도권 전철 경의·중앙선 중앙선 급행                | K127 도심 용문 방면           |